# Batistério

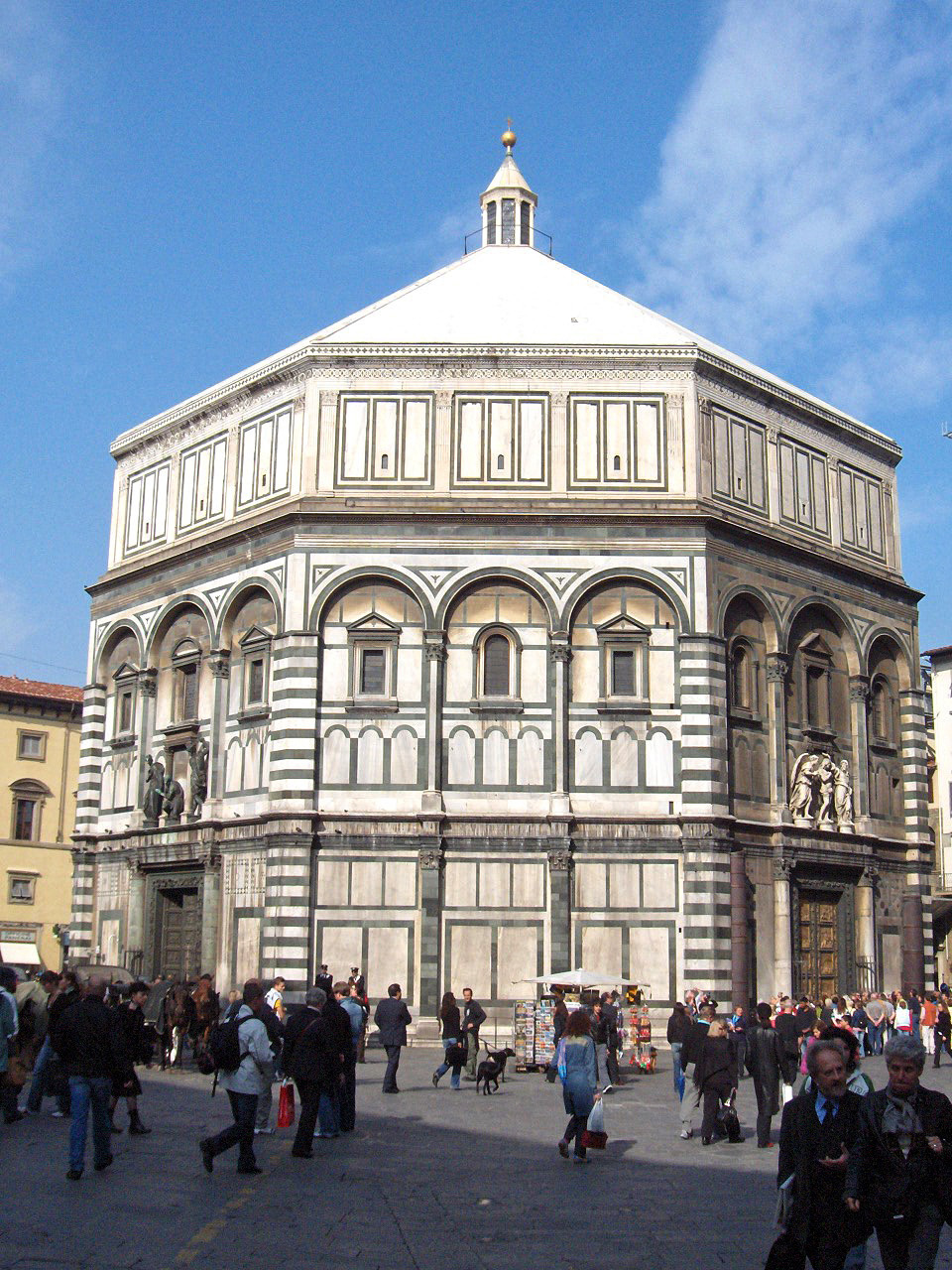
Battistero di San Giovanni, Florença

O batistério (pré-AO 1990: baptistério) (do latim: baptisterium) é um local específico para a realização do batismo entre os cristãos. Na arquitetura cristã é uma estrutura separada do plano central da igreja que serve para envolver e guarnecer a pia batismal. Este pode ser incorporado ao corpo da igreja ou da catedral e provido de uma capela e altar. Nos primórdios do cristianismo, os catecúmenos eram instruídos e o sacramento do batismo era administrado no batistério.
Os rituais realizados no batistério foram sendo alterado ao longo do tempo e variam, dependendo da confissão religiosa do batisando.
No Brasil é relativamente comum o uso impróprio da palavra batistério em linguagem informal e coloquial para designar o documento que comprova a execução do sacramento do batismo católico, documento este que se denomina simplesmente "certidão de batismo", no registro formal e culto.

## Observação
A palavra perdeu o p com o Novo Acordo Ortográfico, pois na sequência interior pt, escreve-se a primeira consoante p apenas quando é pronunciada.